# Molson Light Challenge
Le Molson Light Challenge était un tournoi de tennis professionnel qui se disputait au Canada au début des années 1980. Il s'est déroulé dans la ville de Toronto au mois de février de 1981 à 1985 mais également à Montréal en 1982.
Bien que ne comptant pas pour le Grand Prix de 1981 à 1984, il était extrêmement bien doté, ce qui lui permit d'accueillir chaque année les tout meilleurs mondiaux. Le format de la compétition fut organisé selon deux formules différentes : tournoi à 8 joueurs avec un premier tour en Round Robin à l'instar des Masters ou bien tournoi à 12 joueurs   avec un 1er tour puis 1/4, 1/2 et finale.
La dernière édition du Molson Light Challenge en 1985 à 32 joueurs, fut un évènement ATP. Moins bien doté, il perdit une partie de son prestige en l'absence des principaux champions. 

## Palmarès

### Simples messieurs
| Lieu     | Date                 | Dotation  | Surface  | Vainqueur        | Finaliste     | Score              |
| -------- | -------------------- | --------- | -------- | ---------------- | ------------- | ------------------ |
| Toronto  | 3-8 février 1981     | $ 500,000 | Moquette | Vitas Gerulaitis | John McEnroe  | 6-4, 4-6, 6-3, 6-3 |
| Toronto  | 4-7 février 1982     | $ 350,000 | Moquette | Ivan Lendl       | John McEnroe  | 7-5, 3-6, 7-6, 7-5 |
| Montréal | 29 sept.-3 oct. 1982 | $ 250,000 | Dur      | Jimmy Connors    | Björn Borg    | 6-4, 6-3           |
| Toronto  | 8-13 février 1983    | $ 250,000 | Moquette | Jimmy Connors    | José Higueras | 6-2, 6-0, 5-7, 6-0 |
| Toronto  | 30-jan.-5 fév. 1984  | $ 250,000 | Moquette | Ivan Lendl       | Yannick Noah  | 6-0, 6-2, 6-4      |
| Montréal | 14-18 mars 1984      | $ 250,000 |          | ANNULE           |               |                    |
| Toronto  | 18-24 février 1985   | $ 125,000 | Moquette | Kevin Curren     | Anders Järryd | 7-6, 6-3           |